# 채우
채우(蔡禑, 미상 ~ 1316년 7월 20일(음력 7월 1일))은 고려의 관리다. 본관은 평강이며, 채인규의 자녀 중 유일한 아들이며, 셍게[桑哥]와 Beihaili[孛哈里]와는 처남·매부 사이며,  정오(鄭䫨)의 장인이다.

## 생애
- 생년: 미상
- 1288년(충렬왕 14년): 동진사(同進士)에 수석으로 과거에 급제함.[6]
- 1299년(충렬왕 25년)에 감찰사(監察史)로 있을 때 좌창(左倉)에서 관리들의 녹봉 지급을 감독했는데, 어떤 내수(內豎)가 쌀 몇 곡(斛)을 나인들에게 실어다주라는 명령을 받았지만 채우는 "오늘 지급하는 것은 부위(府衛)에서 근무하는 관리들의 녹봉으로 이것을 거두어가다가 나인에게 주면 주상의 덕을 훼손할 우려가 있다."고 말하며 거절함. 이에 분노한 왕이 그를 바닷섬으로 유배보냄.[7]
- 1310년(충선왕 2년): 1308년(충렬왕 34년) 음력 8월부터 이해 8월까지 경주 부윤으로 재직함.[8] 음력 9월, 동지밀직사사(同知密直司事)로 임명받음.[9]
- 1311년(충선왕 3년): 밀직사(密直使)로 임명받음.[10]
- 1312년(충선왕 4년): 삼사사(三司使)로 임명받음과 동시에 원나라로 보내져 황제의 생일을 축하하도록 함.[11]
- 1316년(충숙왕 3년): 7월 20일(음력 7월 1일)에 죽음.[1]

## 참고 자료
- 《고려사》
- 《만가보》
- 〈채인규 묘지명〉(김용선 엮음, 《역주 고려 묘지명 집성 (개정3판)》, 한림대학교출판부, 2021에 수록됨)
- 〈동도 역세 제자기〉

## 같이 보기
- 호진경: 호인영(胡仁穎)의 1남 7녀 중 유일한 아들